# Hospital (1970)
Hospital is een Amerikaanse cinema varieté-documentaire gemaakt voor televisie uit 1970, geregisseerd door Frederick Wiseman. De film toont de dagelijkse gang van zaken in het grote Metropolitan ziekenhuis in New York (waar een jaar later ook de film The Hospital opgenomen zou worden). De film won twee Emmy's en werd in 1994 opgenomen in het National Film Registry.